# 浜村蔵六 (初世)
初世 浜村 蔵六（はつせ はまむら ぞうろく、男性、享保20年（1735年） – 寛政6年11月4日（1794年11月26日））は、江戸時代中期の日本の篆刻家である。5代に亙って篆刻家を輩出した浜村家の祖。
本姓は橘氏、名を茂喬、字は君樹、蔵六は号。通称浜村六蔵。橘茂喬とも称される。武蔵国葛飾生まれ。

## 略伝
祖父の道綜の代に伊勢度会から江戸に移り住む。父通寿、母関岡氏の長子として生まれる。若いうちから篆刻で著名な高芙蓉を敬慕し、京都に出て芙蓉の門下となる。その印法を学び、奥義を究める。後に江戸に戻り、芙蓉の古体派と称される篆刻を伝え、その指導的な役割を担う。篆刻の技術はすこぶる巧みで特に鋳造印を得意とした。法帖の模刻にも巧みで、王寵の『白茆帖』の模刻は絶技と評された。朴訥で社交的な性格だったという。
天明4年（1784年）、芙蓉は江戸に出てすぐに没してしまう。蔵六は大典禅師に芙蓉の墓碑銘の撰文を請い、それを韓天寿が書し、蔵六が刻した。この墓碑はなんらかの事情で蔵六の存命中は建立されず、後に稲毛屋山と二世浜村蔵六によって江戸小石川無量院に建立された。現在は天徳寺（東京都港区虎ノ門3丁目）に移されている。
寛政6年11月、江戸で没する。享年61。法名称樹院壇誉蔵六大徳。墓所は霊山寺にあり、二世蔵六・三世蔵六も合葬されている。なお、この墓石は、関東大震災により紛失した。